# Luděk Kühn
Luděk Kühn (* 29. srpna 1953) je bývalý český fotbalista, záložník.

## Fotbalová kariéra
V československé lize hrál za TJ SU Teplice. Nastoupil ve 25 ligových utkáních a dal 1 gól. Do Teplic přišel z béčka Dukly Praha a po dvou ligových sezónách odešel do TJ Kolín.

## Ligová bilance
| Ročník                                   | Zápasy | Góly | Klub       |
| ---------------------------------------- | ------ | ---- | ---------- |
| 1. československá fotbalová liga 1976/77 | 16     | 1    | SU Teplice |
| 1. československá fotbalová liga 1977/78 | 9      | 0    | SU Teplice |
| Česká národní fotbalová liga 1978/79     | -      | -    | TJ Kolín   |
| CELKEM                                   | 25     | 1    |            |